# TP Mystère
Tout Puissant Mystère w skrócie TP Mystère – kongijski klub piłkarski grający w drugiej, a niegdyś w pierwszej lidze kongijskiej, mający siedzibę w mieście Brazzaville.

## Występy w afrykańskich pucharach
| Sezon | Rozgrywki  | Runda | Kraj    | Klub                     | Dom | Wyjazd | Dwumecz |
| ----- | ---------- | ----- | ------- | ------------------------ | --- | ------ | ------- |
| 2000  | Puchar CAF | 1     | Kamerun | Coton Sport FC de Garoua | 1–2 | 0–2    | 1–4     |

## Stadion
Domowe mecze klub rozgrywa na stadionie o nazwie Stade Alphonse Massemba–Débat w Brazzaville, który może pomieścić 33 037 widzów.

## Reprezentanci kraju grający w klubie
Stan na lipiec 2023.
| - Modeste Eta | - Fabrice Ondama |